# LIII Corpo de Exército (Alemanha)
O LIII Corpo de Exército (em alemão:LIII. Armeekorps) foi um Corpo de Exército alemão que operou durante a Segunda Guerra Mundial.

## Comandantes
| Comandante                                               | Data                                          |
| -------------------------------------------------------- | --------------------------------------------- |
| General der Infanterie Karl Weisenberger                 | 15 de março de 1941 - 30 de novembro de 1941  |
| General der Infanterie Walther Fischer von Weikersthal   | 1 de dezembro de 1941 - 15 de janeiro de 1942 |
| General der Infanterie Heinrich Clößner                  | 15 de janeiro de 1942 - 11 de abril de 1943   |
| General der Infanterie Friedrich Gollwitzer              | 22 de junho de 1943 - 28 de junho de 1944     |
| General der Kavallerie Edwin Graf von Rotkirch und Trach | 3 de novembro de 1944 - 6 de março de 1945    |
| Generalleutnant Walter Botsch                            | 6 de março de 1945 - 24 de março de 1945      |
| Generalleutnant Fritz Bayerlein                          | 24 de março de 1945 - 17 de abril de 1945     |

## Área de operações
| Alemanha                          | novembro de 1940 - junho de 1941 |
| Frente Oriental, setor central    | junho de 1941 - junho de 1944    |
| Frente Ocidental, Ardenass & Ruhr | novembro de 1944 - abril de 1945 |